# Derek Talbot

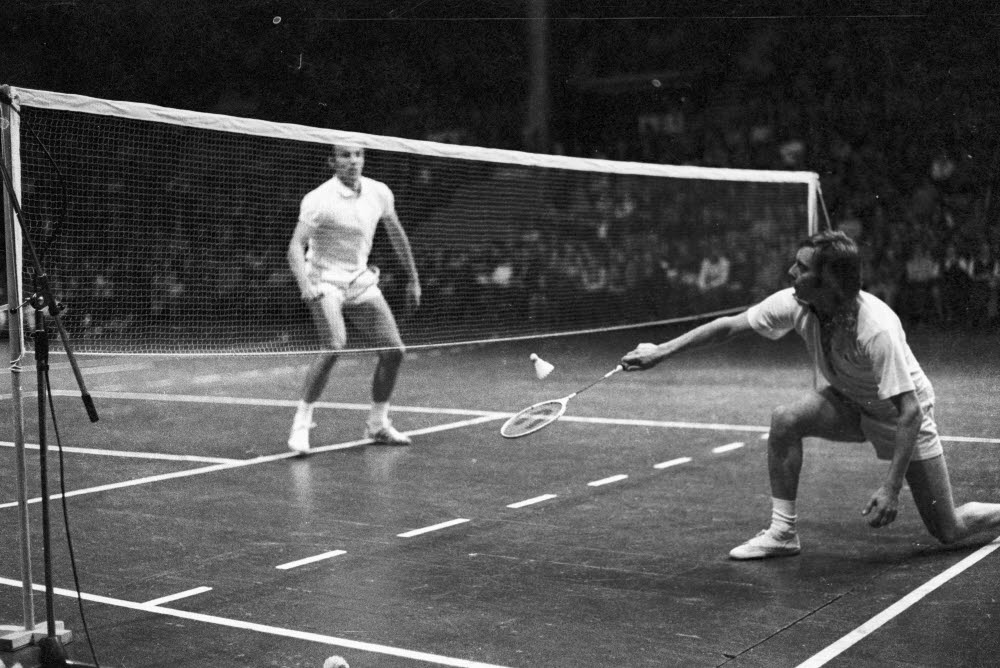
Der Europameister Wolfgang Bochow (links) spielt gegen den aus England kommende Weltmeister Derek Talbot (rechts), 1973

Derek Talbot, MBE (* 23. März 1947) ist ein ehemaliger englischer Badmintonspieler.

## Karriere
Derek Talbot war einer der erfolgreichsten Badmintonspieler Englands der 1970er Jahre. Zu seinen größten Erfolgen zählen drei Europameistertitel im Mixed, drei Siege bei den Commonwealth Games, Silber bei der Weltmeisterschaft 1977 und drei Siege bei den All England. In den 1980er Jahren ließ er sich von Jack Temple zum Heilpraktiker ausbilden und betreibt seit 2004 ein eigenes Heilzentrum auf Ibiza.

## Sportliche Erfolge
| Platz                          | Disziplin          | Datum            | Ort               |
| ------------------------------ | ------------------ | ---------------- | ----------------- |
| Badminton-Weltmeisterschaft    |                    |                  |                   |
| 2                              | Mixed              | 1977             | Malmö, SWE        |
| Badminton-Europameisterschaft  |                    |                  |                   |
| 1                              | Mixed              | 1972             | Karlskrona, SWE   |
| 1                              | Mixed              | 1974             | Wien, AUT         |
| 1                              | Mixed              | 1976             | Dublin, IRE       |
| 2                              | Mixed              | 1970             | Port Talbot, WAL  |
| 2                              | Herrendoppel       | 1972             | Karlskrona, SWE   |
| 2                              | Herrendoppel       | 1976             | Dublin, IRE       |
| 3                              | Einzel             | 1974             | Wien, AUT         |
| 3                              | Mixed              | 1980             | Groningen, NED    |
| Commonwealth Games             |                    |                  |                   |
| 1                              | Mixed              | 1970             | Edinburgh, SCO    |
| 1 1                            | Herrendoppel Mixed | 1974             | Christchurch, NZL |
| 1                              | Team               | 1978             | Edmonton, CAN     |
| 2                              | Einzel             | 1978             | Edmonton, CAN     |
| 3                              | Einzel             | 1974             | Christchurch, NZL |
| 3                              | Mixed              | 1978             | Edmonton, CAN     |
| Internationale Meisterschaften |                    |                  |                   |
| 1                              | Mixed              | 1973, 1976, 1977 | All England       |
| 2                              | Mixed              | 1971, 1972, 1974 | All England       |